# Nihility
Nihility – drugi album studyjny polskiej grupy deathmetalowej Decapitated. Wydany został 19 lutego 2002 roku nakładem Earache Records. W celach promocyjnych zrealizowany został również teledysk do utworu pt. "Spheres of Madness", okładkę płyty wykonał natomiast Jacek Wiśniewski grafik współpracujący m.in. z zespołem Vader i Krisiun. Wkrótce po premierze muzycy wystąpili na festiwalu Ozzfest w Katowicach grając u boku grup Tool, Slayer i Ozzy'ego Osbourne'a.
Podczas sesji nagraniowej gitarzysta Wacław "Vogg" Kiełtyka zastosował gitary firmy Ran z przystawkami EMG-81 i wzmacniacze Mesa Boogie Triple Rectifier, Crate Excalibur i Marshall Valvestate.

## Lista utworów
Opracowano na podstawie materiału źródłowego.
| Nr | Tytuł utworu                           | Słowa             | Muzyka                                                             | Długość |
| -- | -------------------------------------- | ----------------- | ------------------------------------------------------------------ | ------- |
| 1. | „Perfect Dehumanisation (The Answer?)” | Wojciech Wąsowicz | Wacław Kiełtyka, Witold Kiełtyka, Marcin Rygiel, Wojciech Wąsowicz | 5:25    |
| 2. | „Eternity Too Short”                   | Wojciech Wąsowicz | Wacław Kiełtyka, Witold Kiełtyka, Marcin Rygiel, Wojciech Wąsowicz | 4:32    |
| 3. | „Mother War”                           | Wojciech Wąsowicz | Wacław Kiełtyka, Witold Kiełtyka, Marcin Rygiel, Wojciech Wąsowicz | 4:08    |
| 4. | „Nihility (Anti-Human Manifesto)”      | Wojciech Wąsowicz | Wacław Kiełtyka, Witold Kiełtyka, Marcin Rygiel, Wojciech Wąsowicz | 4:59    |
| 5. | „Names”                                | Wojciech Wąsowicz | Wacław Kiełtyka, Witold Kiełtyka, Marcin Rygiel, Wojciech Wąsowicz | 3:53    |
| 6. | „Spheres of Madness”                   | Wojciech Wąsowicz | Wacław Kiełtyka, Witold Kiełtyka, Marcin Rygiel, Wojciech Wąsowicz | 5:13    |
| 7. | „Babylon's Pride”                      | Wojciech Wąsowicz | Wacław Kiełtyka, Witold Kiełtyka, Marcin Rygiel, Wojciech Wąsowicz | 4:15    |
| 8. | „Symmetry of Zero”                     | Wojciech Wąsowicz | Wacław Kiełtyka, Witold Kiełtyka, Marcin Rygiel, Wojciech Wąsowicz | 2:36    |
|    |                                        |                   |                                                                    | 35:01   |

| Utwór dodatkowy | Utwór dodatkowy                            | Utwór dodatkowy        | Utwór dodatkowy | Utwór dodatkowy |
| Nr              | Tytuł utworu                               | Słowa                  | Muzyka          | Długość         |
| --------------- | ------------------------------------------ | ---------------------- | --------------- | --------------- |
| 1.              | „Suffer the Children (cover Napalm Death)” | Mark "Barney" Greenway | Mick Harris     | 4:39            |

## Twórcy
Opracowano na podstawie materiału źródłowego.
| Zespół Decapitated w składzie - Wojciech "Sauron" Wąsowicz – wokal prowadzący - Wacław "Vogg" Kiełtyka – gitara rytmiczna, gitara prowadząca - Marcin "Martin" Rygiel – gitara basowa - Witold "Vitek" Kiełtyka – perkusja | Produkcja - Sławomir i Wojciech Wiesławscy – inżynieria dźwięku, produkcja muzyczna, miksowanie, mastering - Jacek Wiśniewski – okładka, oprawa graficzna |

## Wydania
| Rok  | Nr katalogowy   | Format    | Wytwórnia       | Kraj                      |
| ---- | --------------- | --------- | --------------- | ------------------------- |
| 2002 | MOSH 255 CD     | CD        | Earache Records | Europa, Stany Zjednoczone |
| 2002 | MOSH 255 CD PRO | CD        | Earache Records | Europa                    |
| 2002 | MOSH 255        | LP, Album | Earache Records | Europa                    |